# Llista de topònims del Milà
Llista de topònims (noms propis de lloc) del municipi del Milà, a l'Alt Camp
Informació actualitzada per un bot. Els canvis manuals es perdran quan s'actualitzi!

## església
| imatge | Nom                   | Ubicat a | instància de | Detalls                           | coordenades                                          | Protecció                   | Commons (més fotos)   | Dades a WD                    |
| ------ | --------------------- | -------- | ------------ | --------------------------------- | ---------------------------------------------------- | --------------------------- | --------------------- | ----------------------------- |
|        | Església vella        | el Milà  | església     | Estil: arquitectura popular       | 41° 14′ 53″ N, 1° 12′ 24″ E / 41.248034°N,1.206795°E | bé cultural d'interès local |                       | Modifica les dades a Wikidata |
|        | Santa Úrsula del Milà | el Milà  | església     | Estil: historicisme arquitectònic | 41° 14′ 53″ N, 1° 12′ 23″ E / 41.248°N,1.20645°E     | bé cultural d'interès local | Santa Úrsula del Milà | Modifica les dades a Wikidata |

## masia
| imatge | Nom                 | Ubicat a | instància de | Detalls | coordenades                                                                                | Protecció | Commons (més fotos)       | Dades a WD                    |
| ------ | ------------------- | -------- | ------------ | ------- | ------------------------------------------------------------------------------------------ | --------- | ------------------------- | ----------------------------- |
|        | Cal Casat           | el Milà  | masia        |         | 41° 14′ 59″ N, 1° 11′ 44″ E / 41.2495858246943°N,1.19556689511613°E                        |           |                           | Modifica les dades a Wikidata |
|        | Mas Virgili         | el Milà  | masia        |         | 41° 15′ 18″ N, 1° 12′ 56″ E / 41.2549064136928°N,1.21561567766557°E                        |           |                           | Modifica les dades a Wikidata |
|        | Mas de Lari         | el Milà  | masia        |         | 41° 15′ 06″ N, 1° 13′ 04″ E / 41.2516614975498°N,1.21779265269678°E                        |           |                           | Modifica les dades a Wikidata |
|        | Mas de Marxant      | el Milà  | masia        |         | 41° 15′ 15″ N, 1° 12′ 50″ E / 41.2542°N,1.21399°E 147 msnm                                 |           | Mas del Marxant (el Milà) | Modifica les dades a Wikidata |
|        | Mas de Tell         | el Milà  | masia        |         | 41° 15′ 34″ N, 1° 12′ 48″ E / 41.25949444°N,1.21343889°E ca:Ctra. T-722, km 8,500 150 msnm |           |                           | Modifica les dades a Wikidata |
|        | Mas de Virgili      | el Milà  | masia        |         | 41° 15′ 21″ N, 1° 12′ 59″ E / 41.2558906226376°N,1.21635278312321°E                        |           |                           | Modifica les dades a Wikidata |
|        | Mas de l'Arengader  | el Milà  | masia        |         | 41° 15′ 06″ N, 1° 12′ 37″ E / 41.251725°N,1.21014167°E 150 msnm                            |           |                           | Modifica les dades a Wikidata |
|        | Mas de l'Olla       | el Milà  | masia        |         | 41° 14′ 59″ N, 1° 12′ 24″ E / 41.249802559141°N,1.20655286891185°E                         |           |                           | Modifica les dades a Wikidata |
|        | Mas de la Rata      | el Milà  | masia        |         | 41° 15′ 04″ N, 1° 11′ 54″ E / 41.2511680106608°N,1.19824453452177°E                        |           |                           | Modifica les dades a Wikidata |
|        | Mas de la Roella    | el Milà  | masia        |         | 41° 15′ 20″ N, 1° 11′ 51″ E / 41.25553611°N,1.19755278°E 174 msnm                          |           |                           | Modifica les dades a Wikidata |
|        | Mas de les Balances | el Milà  | masia        |         | 41° 15′ 14″ N, 1° 12′ 41″ E / 41.2538041676843°N,1.21133695686013°E                        |           |                           | Modifica les dades a Wikidata |
|        | Mas de les Cireres  | el Milà  | masia        |         | 41° 15′ 22″ N, 1° 12′ 49″ E / 41.2561°N,1.21359°E 149 msnm                                 |           |                           | Modifica les dades a Wikidata |
|        | Mas del Cisterer    | el Milà  | masia        |         | 41° 15′ 36″ N, 1° 12′ 45″ E / 41.2599127347847°N,1.2126026482496°E                         |           |                           | Modifica les dades a Wikidata |
|        | Mas del Ninot       | el Milà  | masia        |         | 41° 15′ 42″ N, 1° 13′ 06″ E / 41.2617474642279°N,1.21823460853123°E                        |           |                           | Modifica les dades a Wikidata |
|        | Mas del Siuro       | el Milà  | masia        |         | 41° 14′ 43″ N, 1° 12′ 42″ E / 41.2453076911278°N,1.21174775317409°E                        |           |                           | Modifica les dades a Wikidata |
|        | Mas del Xacó        | el Milà  | masia        |         | 41° 15′ 28″ N, 1° 12′ 53″ E / 41.2577589681157°N,1.2148576538116°E                         |           |                           | Modifica les dades a Wikidata |
|        | Masia de Falguera   | el Milà  | masia        |         | 41° 14′ 35″ N, 1° 12′ 40″ E / 41.2430627854257°N,1.21103329021692°E                        |           |                           | Modifica les dades a Wikidata |

## Misc
| imatge | Nom                        | Ubicat a                             | instància de                                   | Detalls                                               | coordenades                                                                                               | Protecció                                            | Commons (més fotos) | Dades a WD                    |
| ------ | -------------------------- | ------------------------------------ | ---------------------------------------------- | ----------------------------------------------------- | --- | ---------------------------------------------------- | ------------------- | ----------------------------- |
|        | Castell del Milà           | el Milà                              | castell                                        | Estil: arquitectura popular                           | 41° 14′ 53″ N, 1° 12′ 25″ E / 41.2481°N,1.20688°E ca:Plaça del Castell, 3 162 msnm                        | bé d'interès cultural bé cultural d'interès nacional | Castell del Milà    | Modifica les dades a Wikidata |
|        | Francolí                   | Conca de Barberà Alt Camp Tarragonès | curs d'aigua                                   | Desemboca: mar Mediterrània Llarg: 60km Conca: 838km² | 41° 23′ 56″ N, 1° 03′ 08″ E / 41.398944°N,1.052333°E 41° 06′ 24″ N, 1° 13′ 39″ E / 41.106639°N,1.227446°E |                                                      | Francolí River      | Modifica les dades a Wikidata |
|        | Granges de la Comarcal     | el Milà                              | granja                                         |                                                       | 41° 15′ 24″ N, 1° 11′ 42″ E / 41.2566746769348°N,1.19500173785531°E                                       |                                                      |                     | Modifica les dades a Wikidata |
|        | Molí de Ricard             | el Milà                              | molí d'aigua                                   |                                                       | 41° 15′ 04″ N, 1° 13′ 08″ E / 41.2512022249712°N,1.21896283868198°E ca:Ctra. T-722, km 7,500              |                                                      |                     | Modifica les dades a Wikidata |
|        | casa consistorial del Milà | el Milà                              | casa consistorial                              |                                                       | 41° 14′ 52″ N, 1° 12′ 27″ E / 41.2477336°N,1.207629°E                                                     |                                                      |                     | Modifica les dades a Wikidata |
|        | cementiri del Milà         | el Milà                              | cementiri                                      |                                                       | 41° 15′ 03″ N, 1° 12′ 07″ E / 41.2509394102667°N,1.20205808014883°E                                       |                                                      |                     | Modifica les dades a Wikidata |
|        | el Milà                    | el Milà                              | entitat singular de població capital municipal | 197 hab                                               | 41° 14′ 55″ N, 1° 12′ 22″ E / 41.248579°N,1.206076°E 168 msnm                                             |                                                      |                     | Modifica les dades a Wikidata |